# Râul Valea Românilor
Râul Valea Românilor este un afluent al râului Homorodul Mic. 

## Hărți
- Harta județului Harghita